# (7830) Akihikotago
(7830) Akihikotago est un astéroïde de la ceinture principale.

## Description
(7830) Akihikotago est un astéroïde de la ceinture principale. Il fut découvert le 24 février 1993 à Yatsugatake par Yoshio Kushida et Osamu Muramatsu. Il présente une orbite caractérisée par un demi-grand axe de 2,39 UA, une excentricité de 0,16 et une inclinaison de 3,0° par rapport à l'écliptique.

## Compléments